# Lucia Lucas
Pour les articles homonymes, voir Lucas.
Ne doit pas être confondu avec Lucie Lucas.
Lucia Lucas (née le 3 juillet 1980) est une chanteuse lyrique américaine. Elle a une tessiture de baryton. Après sa transition de genre entamée en 2014, elle devient en 2019 la première personne transgenre à interpréter un rôle principal sur une scène d'opéra américaine, dans Don Giovanni à l’opéra de Tulsa.

## Biographie
Lucas est originaire de Sacramento, en Californie. Elle étudie le chant et le cor à l’université de Sacramento avant de se consacrer au chant au Chicago College of Performing Arts (en). Sur les conseils de son mentor, Richard Stilwell, elle déménage en Allemagne en 2009. Lors de sa première saison, elle se produit à l’Opéra allemand de Berlin et au Teatro Regio de Turin ; elle est à Heidelberg l’année suivante, puis à Karlsruhe jusqu’en 2016.
Alors qu’elle souhaitait dans un premier temps avoir une carrière courte mais intense en tant qu’homme, avant de se retirer de la scène et de mener sa transition de genre loin du public, elle décide finalement de faire son coming out trans en 2013 et de poursuivre sa carrière. Lucas entame une transition hormonale en 2014 qui n’impacte pas son timbre et lui permet de continuer à chanter les rôles classiques.
Le 3 mai 2019, à Tulsa, Oklahoma, Lucas interprète le rôle titre de Don Giovanni de Mozart avec l'Opéra de Tulsa.
Par la suite, Lucas devient le premier baryton transgenre à se produire avec l'English National Opera à Londres le 5 octobre 2019 avec le rôle de l’Opinion publique dans Orphée aux Enfers au London Coliseum,.
Elle a également interprété le rôle de Sharpless dans Madame Butterfly National Concert Hall en 2017 à Dublin, Wotan dans La Walkyrie en 2018 à Magdebourg,, B dans Four Portraits de Caroline Shaw et Jocelyn Clarke à Chicago.
Son interprétation de Don Giovanni fait l’objet du long métrage documentaire de 2020 The Sound of Identity, réalisé par James Kicklighter (en),,.
Lors de la saison 2021-2022, elle devient aussi la première femme transgenre à se produire sur la scène du Metropolitan Opera de New York dans le rôle du Bosco dans Billy Budd.
Lucas interprète le rôle Lili Elbe lors de la première mondiale de l’opéra de Tobias Picker, Lili Elbe (en) le 22 octobre 2023 à Saint-Gall.

## Vie personnelle
Lucia Lucas a épousé la contralto Ariana Lucas en 2009 ; les deux femmes se sont rencontrées lors de leurs études en Californie et se sont retrouvées en Allemagne.